# NGC 6695
NGC 6695 est une galaxie spirale barrée située dans la constellation de la Lyre. Sa vitesse par rapport au fond diffus cosmologique est de 5 360 ± 16 km/s, ce qui correspond à une distance de Hubble de 79,1 ± 5,5 Mpc (∼258 millions d'al). NGC 6695 a été découverte par l'astronome français Édouard Stephan en 1884.
La classe de luminosité de NGC 6695 est II et elle présente une large raie HI.
À ce jour, cinq mesures non basées sur le décalage vers le rouge (redshift) donnent une distance égale à 103,060 ± 9,133 Mpc (∼336 millions d'al), ce qui est nettement à l'extérieur des valeurs de la distance de Hubble. Notons que c'est avec la valeur moyenne des mesures indépendantes, lorsqu'elles existent, que la base de données NASA/IPAC calcule le diamètre d'une galaxie et qu'en conséquence le diamètre de NGC 6695 pourrait être d'environ 26,4 kpc (∼86 100 al) si on utilisait la distance de Hubble pour le calculer.